# Риторика (Арістотель)
"Риторика" Арістотеля – давній грецький трактат, який філософ написав приблизно в IV столітті до н.е. і в якому виклав теорію риторики. Трактат призначався для освітніх цілей. Арістотель читав курс із риторики для широкої громадськості в післяобідній час як розширення Академії Платона, курс було супроводжено практичними вправами з говоріння. У трактаті Арістотель систематизував теорію риторики задля своїх більш просунутих студентів і для того, щоб легітимізувати вивчення риторики у власній школі, у Ліцеї. Трактат складається з трьох книг, які поділені на глави. Поділ на глави в XV столітті вніс у текст Георгій Трапезунд.

## Зміст
Книга I. 
У першій книзі основна увага приділена риториці як такій, її визначенню, місцю серед інших наук, видам красномовства.
Книга ІІ.
Друга книга присвячена детальному розгляду способів переконання (етос, патос, логос), їхній ролі у промові.
Книга ІІІ.
Третя книга містить обґрунтування стилю, його значимість та те, яким він повинен бути у правильній промові.

## Визначення риторики Арістотелем
Арістотель розглядав риторику як "мистецтво, зіставлене з діалектикою, оскільки вони обидві стосуються таких предметів, знайомство з якими може певним чином вважатися спільним надбанням всіх і кожного і які не стосуються галузі якоїсь окремої науки". Філософ вважав, що кожен певним чином пов'язаний з цим мистецтвом, оскільки усім доводиться спростовувати, доводити якусь думку, захищати чи звинувачувати когось.

## Користь риторики за Арістотелем
Філософ стверджував, що риторика є корисною, і ця користь може виражатися в декількох аспектах. Насамперед перевага риторики виявляється в тому, що вона може допомогти утвердити справедливість, якщо добре оволодіти цим мистецтвом. Окрім цього, за Арістотелем, нею потрібно вміти користуватися, щоб доводити щось протилежне. Не для того, щоб довести щось нерозумне, а "для того, щоб знати, як це робиться". Риторика також є корисною, оскільки пристосовує складні ідеї до великої непідготовленої авдиторії; допомагає в обдумуванні за і проти. Вона може стати у нагоді й для самозахисту.

## Види красномовства
Філософ виділяє три роди промов: дорадчі, епідейктичні та судові. У кожної із них є своя мета.
Дорадчі промови схиляють до якоїсь думки або ж навпаки – відхиляють від неї. Мета – "користь і шкода".
Справа судових промов – виправдовувати або звинувачувати когось. Мета – "справедливе і несправедливе".
Епідейктичні – хвалять чи ганьблять щось або когось. Мета – "прекрасне і бридке".

## Риторичні модуси
З "Риторики" Арістотеля можна виділити такі риторичні модуси: етос, патос, логос. 
Етос — особистий характер промовця, який відображається в промові: оратор повинен викликати в аудиторії довіру.
Патос – виникає, коли уми авдиторії спрямовані на емоції. Від настрою слухачів залежить те, який висновок вони зроблять з промови.
Логос – виражається в логічних аргументах у промові.

## Стиль
Арістотель вважає стиль важливим аспектом ораторства. Він повинен бути "не надто високим і не надто низьким". Стиль має бути наповненим почуттями, відображати характер і "відповідати істинному порядку речей". В останньому йдеться про правильне розподілення акцентів. Щодо почуттів, то їхня роль є значною, адже "слухач завжди співчуває оратору, який говорить із почуттям, навіть якщо він не говорить нічого ґрунтовного".